# Myra Sadd Brown
Myra Eleanor Sadd Brown (Maldon, 3 de octubre de 1872 – Hong Kong, 13 de abril de 1938) fue una sufragista, activista e internacionalista. Como sufragista, se convirtió en miembro de la Unión Social y Política de las Mujeres (WSPU, por sus siglas en inglés) en 1907 y, después de romper una ventana en la Oficina de Guerra en 1912, fue sentenciada a dos meses de prisión de trabajos forzados. En la prisión, Sadd Brown inició una huelga de hambre como resultado de lo cual fue alimentada a la fuerza. Al salir de prisión, la WSPU le otorgó una Medalla de huelga de hambre.

## Movimiento de sufragio femenino
Después de su matrimonio en 1896, Myra Sadd Brown mantuvo su interés en el movimiento de sufragio femenino. Se suscribió a la Sociedad Central para el Sufragio de las Mujeres en 1902 y se unió a la Unión Social y Política de las Mujeres en 1907, manteniendo también su membresía en otros grupos de sufragio tales como la Liga de la Libertad de las Mujeres y la Liga de la Iglesia Libre para el Sufragio de las Mujeres. Sus cartas que publicitaban la causa aparecían regularmente en publicaciones como Christian Commonwealth y también involucró a sus hijos en la pelea, incluso persuadió a su hija adolescente Myra para que vendiera en la calle copias de The Woman's Dreadnought. Más tarde se involucró en la Federación de Sufragistas de Londres Este de Sylvia Pankhurst, por lo que invitaría a muchas mujeres del East End de Londres a su casa cerca de Maldon en Essex.

## Arresto y encarcelamiento

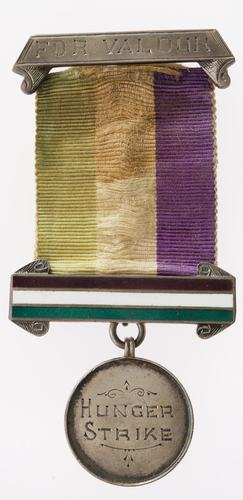
Medalla de huelga de hambre otorgada a Myra Sadd Brown en 1912

El 4 de marzo de 1912, fue arrestada por arrojar un ladrillo a través de una ventana en la Oficina de Guerra por lo cual fue sentenciada a dos meses de trabajos forzados en la prisión de Holloway junto con varias sufragistas, incluida Emmeline Pankhurst. En la cárcel, como muchas otras sufragistas, participó en una huelga de hambre, pero fue alimentada a la fuerza a través de tubos de goma que se introdujeron en su garganta. En una alimentación posterior, Sadd Brown le dijo a los guardianes de la prisión que le rompieron la nariz, pero continuaron alimentándola a la fuerza alegando que "cualquier dolor que Brown pudo haber sufrido se debió a su resistencia violenta". Su esposo Ernest, que había leído sobre su alimentación forzada en la prensa, escribió al gobernador de la prisión pidiéndole una explicación.
A Sadd Brown se le negó los materiales de escritura y escribió cartas con un lápiz romo sobre papel higiénico de la prisión de color marrón oscuro y que fueron sacados de la prisión de contrabando. Sus cartas a su esposo revelan su determinación de luchar por los derechos políticos de ella y de otras mujeres. Mientras estaba en huelga de hambre, en su carta decía: "Quiero que les digas a todos los amigos que preguntan por mi que estoy bastante bien, que mi espíritu no se ha enfriado en lo más mínimo y que creo que todavía tenemos la causa más noble del mundo, una por la que vale la pena luchar y sufrir". En una carta fechada el 20 de marzo de 1912, escribió: "La Sra. Pankhurst y Ethel Smyth regresaron a esta ala ayer. . . Oh, simplemente imaginen a estas dos grandes mujeres sentadas cosiendo toda la tarde con prendas para prisioneros: ¿se imaginan algo más irónico? Ciertamente parece que el mundo está al revés. ¿Por qué no poner a Asquith y Sir E. Gray en botas negras? "  En una carta a sus hijos escrita en papel higiénico, escribió: "Tengo una cama tan graciosa que puedo girar hacia la pared cuando no la uso. Estoy aprendiendo francés y alemán, así que debes trabajar bien o mamá sabrá mucho más que tú ". Sin embargo, en una adición a la carta, le informa a su esposo que: "La Sra. Pankhurst cree que hay suficientes pruebas en su contra para darle 7 años". Le escribió a su esposo para que sus hijos "supieran un poco dónde estoy para que puedan enviarme sus pensamientos amorosos". No necesitan pensar que porque estoy callada, he hecho mal". Recibió una Medalla de Huelga de Hambre de la WSPU al salir de prisión. 
Su esposo Ernest Sadd Brown, quien la había apoyado durante sus años de campaña y activismo, murió de una enfermedad cardíaca reumática en 1930. En 1937, Sadd Brown viajó al sudeste asiático para estar presente en el nacimiento de su segundo nieto. Luego viajó a Angkor Wat y Malasia británica antes de mudarse a Hong Kong, planeando regresar a casa en el Ferrocarril Transiberiano. Sin embargo, antes de hacerlo, sufrió un derrame cerebral y murió en el Hospital Kowloon en Hong Kong en abril de 1938. Fue incinerada al día siguiente en el crematorio hindú en Hong Kong. En la esquina del cementerio de la Iglesia Reformada Unida en Maldon, Essex, se puede encontrar un monumento en forma de árbol para la familia Sadd que menciona a Myra Eleanor Sadd Brown.
Su medalla de 1912 se encuentra en la Colección de Museos Victoria en Melbourne, Australia.